# Juke box - Urli d'amore
Juke box - Urli d'amore è un film commedia di genere musicarello italiano del 1959 diretto da Mauro Morassi su soggetto e sceneggiatura di Ottavio Alessi, Fabio De Agostini e Ugo Guerra.
Fra gli interpreti figurano, fra gli altri, Mario Carotenuto e i cantanti Mina e Adriano Celentano.
L'esile trama, pur sostenuta da caratteristi di qualità, serve per lo più da pretesto per l'esibizione canora di alcuni cantanti che - al tempo degli urlatori - si affacciavano nel panorama della musica leggera nell'epoca che precedeva immediatamente il boom economico che avrebbe contraddistinto il miracolo economico italiano, o di artisti (come Tony Dallara, presente però solo in voce, e Giorgio Gaber) la cui fama aveva raggiunto già livelli notevoli.

## Trama
Mario, un piccolo fannullone che vive di espedienti, è appena uscito di prigione dopo aver scontato una condanna per truffa. Sempre alla ricerca del modo per sbarcare il lunario senza lavorare approfittando della dabbenaggine altrui, conosce Marisa, una donna matura, proprietaria di una casa discografica. Marisa, nonostante si renda presto conto con chi ha a che fare, malgrado tutto, si innamora di lui ed è perfino disposta a sposarlo. Per rafforzare l'intenzione la donna decide di imporre ai suoi dipendenti il blocco delle nozze: nessuno infatti si potrà sposare fino a quando lei non sarà convolata a matrimonio. Il fatto è che tra gli impiegati ci sono alcune coppie che hanno già fissato il giorno del loro sposalizio...

## Produzione
Da un soggetto di Ugo Guerra, il film fu prodotto da Mario Pescino per l'A.C.I. di Genova, girato a Cinecittà nell'estate del 1959, per uscire nelle sale il 28 novembre 1959.

## Incassi
L'incasso accertato sino al 31 marzo 1964 è di 199.688.874 £.